# Claudia Coray
Claudia Coray (* um 1950, geborene von Büren) ist eine Schweizer Badmintonspielerin. 

## Karriere
Claudia von Büren gewann gemeinsam mit Liselotte Blumer 1974 und 1975 zwei nationale Damendoppeltitel in Folge. Mit dem Team des BC St. Gallen wurden sie von 1975 bis 1982 achtmal in Serie Schweizer Mannschaftsmeister.

## Sportliche Erfolge
| Saison | Veranstaltung                   | Disziplin   | Platz | Name                                 |
| ------ | ------------------------------- | ----------- | ----- | ------------------------------------ |
| 1973   | Schweizer Einzelmeisterschaften | Damendoppel | 1     | Liselotte Blumer / Claudia von Büren |
| 1974   | Schweizer Einzelmeisterschaften | Damendoppel | 1     | Liselotte Blumer / Claudia von Büren |
| 1975   | Schweizer Einzelmeisterschaften | Damendoppel | 2     | Claudia von Büren / Annette Schoch   |